# طرح شماره‌گذاری آمریکای شمالی
طرح شماره‌گذاری آمریکای شمالی (انگلیسی: North American Numbering Plan؛ به اختصار NANP) یک طرح شماره‌گذاری تلفن برای بیست و پنج منطقه در بیست کشور است که در درجهٔ اول در آمریکای شمالی و کارائیب قرار دارند. این گروه به‌طور تاریخی با عنوان منطقه ۱ جهان شناخته می‌شود و دارای پیش‌شمارهٔ تلفنی ۱ است. 